# Léoncel
Léoncel település Franciaországban, Drôme megyében. Lakosainak száma 46 fő (2022. január 1.). Léoncel Barbières, Beauregard-Baret, Bouvante, Le Chaffal, Châteaudouble, Omblèze, Oriol-en-Royans, Peyrus, Rochefort-Samson és Saint-Vincent-la-Commanderie községekkel határos.

## Népesség
A település népességének változása:
| Lakosok száma | 87   | 73   | 67   | 47   | 66   | 58   | 51   | 51   | 46   | 46   |
|               | 1968 | 1982 | 1990 | 2006 | 2013 | 2015 | 2017 | 2019 | 2020 | 2022 |